# Římskokatolická farnost Frymburk
Římskokatolická farnost Frymburk je územním společenstvím římských katolíků v rámci českokrumlovského vikariátu českobudějovické diecéze.

## O farnosti

### Historie
V roce 1277 je ve Frymburku doložen plebán, jménem Přibyslav. Ve stejném roce byl založen kostel sv. Bartoloměje, a patronát k němu měli Benediktini z Ostrova u Davle, od roku 1301 farnost spravovali premonstráti ze Schläglu. Papež Pavel II. v roce 1468 vyhlásil nad celým Vyšebrodskem s výjimkou Frymburku interdikt, v roce 1499 byl zavražděn frymburský farář Martin Plicker. Roku 1530 došlo k přestavbě kostela v pozdně gotickém stylu. Z této přestavby pochází síťová klenba v presbytáři. Později byla barokizována lóď, v letech 1649–1652 nově zaklenuta. V letech 1940–1945 spadala frymburská farnost pod biskupství v Linci. Roku 1946 převzala správu farnosti od schlägelských premonstrátů českobudějovická diecéze. Sídelního kněze měla farnost do roku 2008.

#### Duchovní správci od začátku 20. století
- 1879–1905 D. Eduard Wirmsberger, O.Praem.
- 1906–1918 D. Heřman Josef Voraberger, O.Praem.
- 1918–1946 D. Petr Dolzer, O.Praem.
- 1947–1948 R.D. Josef Urban
- 1948–1949 R.D. Jan Kubín
- 1949–1955 R.D. František Veselý
- 1955–1957 R.D. Josef Kníže
- 1957–1967 R.D. Karel Prokop Švarc
- 1967–1968 R.D. Jaroslav Staněk
- 1968–1969 R.D. Karel Prokop Švarc
- 1970–2008 J.M. can. Michal Tkáč (do r. 2003 farář, pak výpomocný duchovní)
- 2003–2015 D. Mgr. Ivan Marek Záleha, O.Praem. (administrátor ex currendo)
- 2015 (duben–srpen) J.M. can. Václav Pícha (administrátor ex currendo)
- od 1. září 2015 R.D. Mgr. Ing. Jan Špaček, dr. h. c. (administrátor ex currendo z Horní Plané)

### Současnost
Farnost Frymburk je součástí farního obvodu (kollatury) Horní Planá.
| Kostel                 | Místo    | Bohoslužba   | Bohoslužba | Poznámka     |
| ---------------------- | -------- | ------------ | ---------- | ------------ |
| Kostel sv. Bartoloměje | Frymburk | neděle úterý | 9.45 17.00 | farní kostel |